# Brandkåren Norra Dalarna
Brandkåren Norra Dalarna är ett kommunalförbund bildat 1 januari 2019. 
I förbundet ingår Mora, Älvdalens, Leksands- och Vansbro kommuner.

## Räddningschefer
| Ämbetstid | Namn            | Levnadstid |
| --------- | --------------- | ---------- |
| 2019-2021 | Johan Szymanski | 1985-      |
| 2021-     | Henric Helander | 1979-      |